# Personal Package Archive
Um Personal Package Archive (PPA), em português Arquivo de Pacote Pessoal, é um repositório de software especial para carregar (upload) pacotes de fontes a serem compilados e publicados como um repositório APT ou Launchpad. Embora o termo seja usado exclusivamente dentro do Ubuntu, a empresa responsável pelo Launchpad, Canonical, prevê a adoção para além da comunidade Ubuntu.